# ریچارد درو (عکاس)
ریچارد درو (انگلیسی: Richard Drew) ، (متولد ۶ دسامبر ۱۹۴۶) عکاس خبری آسوشیتد پرس است. در سال ۲۰۰۱ ، او عکسی با عنوان مرد در حال سقوط گرفت که عکس مردی را که از برجهای مرکز تجارت جهانی (یا برج‌های دوقلو) در حال سقوط به دنبال حملات ۱۱ سپتامبر گرفته شد، ثبت کرد. یک مستند انگلیسی ۱۱ سپتامبر: مرد در حال سقوط درباره این عکس در ۱۰ سپتامبر ۲۰۰۷ در کانال دیسکاوری تایمز به نمایش درآمد.